# Yudhishthira

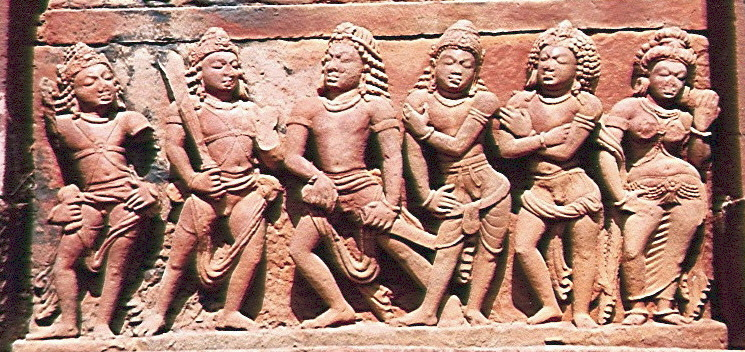
Templo de Deogarh. Los cinco hermanos pándavas con su esposa Draupadi (a la derecha). En el centro se encuentra Yudhishthira; los dos a su izquierda son Bhimá y Áryuna. A la derecha están Nakula y Sajadeva. La esposa de todos, en la extrema derecha, es Draupadi.

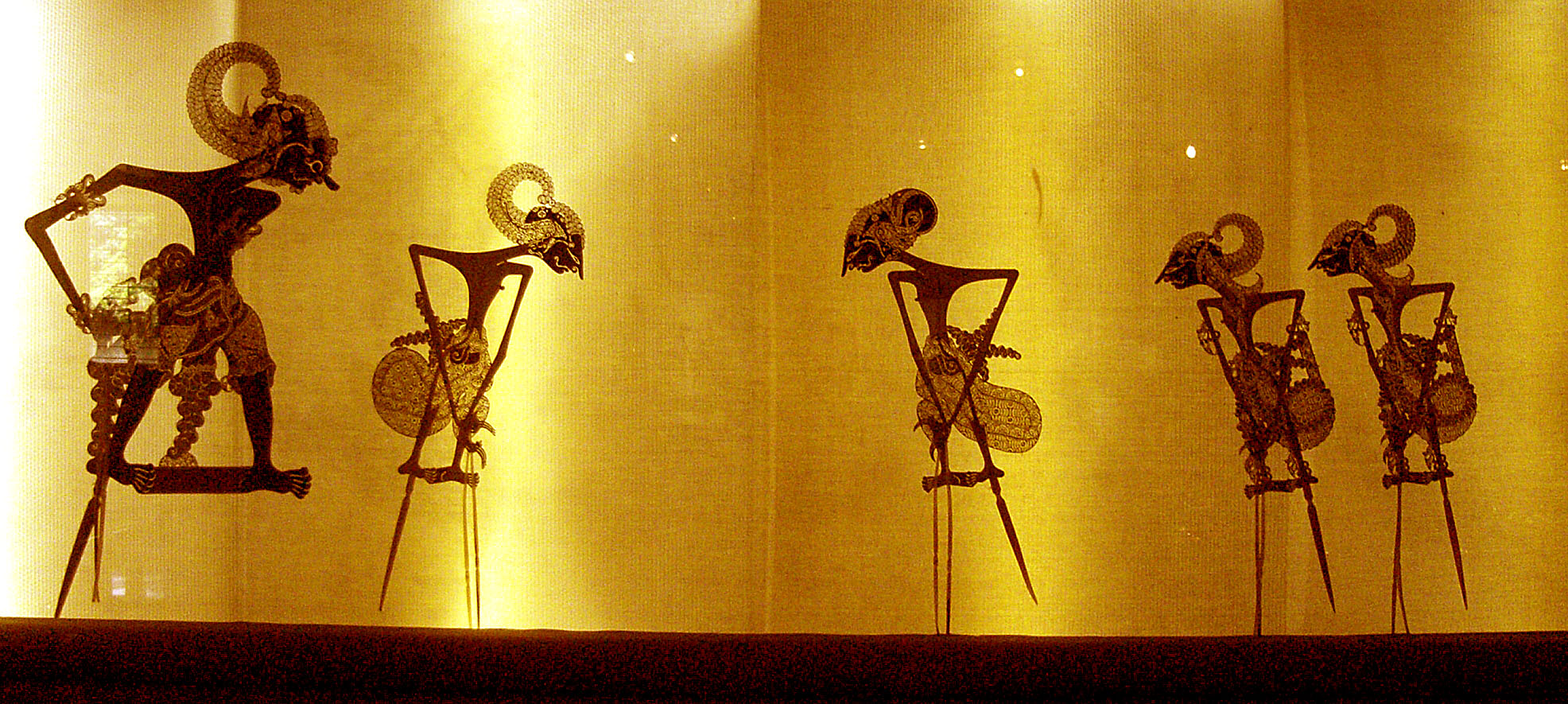
El rey Yudhishthira representado en el wayang (espectáculo de marionetas de sombras javanesas).

En la epopeya hindú Mahabhárata (siglo III a. C.), el rey Yudhishthira es el hijo mayor del rey Pandú y de la reina Kunti. Es rey de Hastināpura e Indrapraṣṭha y «emperador del mundo». Es el protagonista de la batalla de Kurukshetra, y por su piedad y moral se le conoce como Dharmaraj (‘el rey del Dharma’).
- yudhiṣṭhira, en el sistema AITS (alfabeto internacional de transliteración sánscrita).
- युधिष्ठिर, en escritura devánagari del sánscrito.
- Etimología: en sánscrito significa ‘aquel que es estable en la guerra’ (siendo iudha: ‘lucha, guerra’ y shthira: ‘estable, firme’).

## Datación de su leyenda
En el Rig-veda (el texto más antiguo de la India, de mediados del II milenio a. C.) no se menciona a Yudhishthira ni a los otros personajes que le acompañan (como el dios Krishna, los hermanos Pándavas, etc.).
La primera aparición de Yudhishthira se encuentra en el texto épicorreligioso Mahābhārata (siglo III a. C.).

## Nacimiento y educación
El padre de Yudhishthira, Pandu (el rey de Jastinapura) poco después de su matrimonio, accidentalmente atacó a flechazos a un bráhmana y a su esposa, confundiéndolos con una pareja de venados, mientras la pareja estaba copulando. Antes de morir, el bráhmana maldijo al rey a morir en el instante en que quisiera tener relaciones sexuales. Debido a esta maldición, Pandu no podía tener hijos. Como expiación adicional por el asesinato, Pandu abdicó a favor de su hermano ciego Dritarastra.
Yudhishthira fue concebido entonces de una manera inusual. A su madre, la reina Kunti, el sabio Durvasa le había dado la bendición de poder invocar a cualquier deva que ella quisiera para tener un hijo con él.
Alentada por Pandu a usar esta posibilidad, Kunti invocó al dios Iama (el dios de la muerte, también llamado dios de la religión) y concibió a Yudhishthira.
Siendo el primogénito de Pandu, Yudhishthira era el heredero al trono, pero su derecho era desafiado por Duryodhana, el hijo de Dristarastra.
Los cuatro hermanos menores de Yudhishthira eran:
- Bhimá (nacido al invocar a Vaiu, el dios del viento).
- Áryuna (nacido al invocar a Indra, el rey de los dioses).
- Nakula y Sajádeva (nacidos al invocar a los dioses gemelos Asuinis, los médicos de los dioses).

En realidad Yudhishthira no era el primogénito, ya que Kunti había invocado al Suria (el dios del Sol) en broma, el mismo día en que recibió la bendición de Durvasa. El dios le prometió que le restauraría la virginidad, y así Kunti dio a luz a Karna.
Yudhishthira fue entrenado en religión, administración y artes marciales y militares por los preceptores de los kurus, Kripa Acharia y Drona Acharia.
Era experto con la lanza, y un maja ratha (capaz de pelear con 10 000 oponentes a la vez).
Yudhishthira también era conocido como Bharata (‘descendiente del rey Bharata) y como Ayata Shatrú (‘aquel cuyo enemigo no nació’, o sea, sin enemigos).

### Hijo de Iama
La comprensión que Yudhishthira tenía del dharma era superior a la que habían demostrado otros reyes piadosos.
Por ejemplo, se casó con Draupadī junto con sus otros cuatro hermanos, permitió que Bhima se casara con una rakshasi descastada, en alguna ocasión consideró que la oración podía ser veneno (algo que otro más ortodoxo hubiera considerado una herejía), denunció el sistema de castas (al decir que un sacerdote se lo debería reconocer por sus actos, y no por su nacimiento en una familia de bráhmanas o la educación que recibió).
Él demostró que seguía un dharma cambiante, que se modifica para adaptarse a la realidad.
Para simbolizar la pureza de Yudhishthira, el Majábharata dice que sus pies y su carro de guerra nunca tocaban el suelo (excepto cuando tuvo que engañar a su maestro Drona en batalla).

## Rey de Indraprastha
Debido a su devoción hacia los mayores, sus hábitos piadosos, su gran aptitud en la religión y su conocimiento de las artes de la guerra (todas cualidades necesarias para ser los más grandes en la orden de los chatrías, Yudhishthira y sus cuatro hermanos eran los favoritos de los mayores entre los kurus (como Bhishmá, Vidura, Kripa y Drona), que los preferían por encima de Duriodhana y sus cien hermanos, los Kauravas
Yudhishthira se casó con la princesa panchali Draupadī, quien le dio a su hijo Prati Vindia.
Cuando los Pándavas crecieron, el rey Dristarastra —para evitar el conflicto con sus hijos (los Kauravas)—, le dio a Yudhishthira la mitad del reino Kuru (por consejo del abuelo Bhisma), aunque las tierras que le dio eran justamente las más áridas, desérticas y deshabitadas, conocidas como los bosques de Khandavá (como estaba habitado por tribus originarias, se consideraban «desierto»).
Pero con la ayuda de Krisna (el primo de Yudhishthira y los Pándavas), Visua Karma (el arquitecto de los devas) les construyó una nueva ciudad, Indraprastha.
El arquitecto de los asuras, llamado Maia Asura les construyó el Maia Sabha (la sala de reuniones de Maia), el cual era la sala de asambleas reales más grande del mundo.
Yudhishthira fue coronado rey de Khandavaprastha y de Indraprastha.
Como él gobernaba con absoluta religiosidad, con estricta adherencia al deber y el servicio a su gente, su reino se volvió próspero y la gente de todas partes venían a vivir a su reino.

### Rayasuia
IudiYudhishthirastira realizó el sacrificio rayasuia para convertirse en el chakra varti (emperador del mundo).
Sus motivos no eran obtener poder para sí mismo, sino establecer el dharma hinduista, suprimiendo a todos los reyes demoníacos que pensaran diferente.
Áryuna, Bhimá, Nakula y Sahadeva llevaron sus ejércitos hasta los cuatro esquinas del mundo para obtener tributos de todos los reinos para el sacrificio que llevaría a cabo Yudhishthira.
En este sacrificio, Yudhishthira honró a Krisna y las personalidades más famosas de su país.
Esto enojó a Shishupala (un príncipe de un país vecino) quien empezó a insultar a Krisna y a los Pándavas por haber seleccionado a un pastor de vacas para ese gran honor.
Cuando los insultos de Sisupala superaron los cien perdones que Krisna le había prometido a la madre de Sisupala, Krisna lo decapitó con su sudarshana chakra.
Yudhishthira era ludópata, y fue incapaz de negarse a jugar a los dados con Shakuni (el tío materno de Duriodhana), que lo desafió a jugar a los dados.
Gracias a la expertez de Shakuni en los dados, Yudhishthira perdió cada uno de los juegos, perdiendo uno por uno su reino, sus riquezas, sus hermanos y finalmente su esposa.
Debido a las protestas de Vidura, Bhishmá y Drona, el rey Dristarastra le devolvió todo lo que había perdido.
Sin embargo, Shakuni desafió otra vez a Yudhishthira y esta vez jugaron por pasar trece años en el exilio, con la condición de que el último año deberían pasarlo en el anonimato, y si eran reconocidos en ese último año, no podrían reclamar su reino.
Draupadí y Bhimá reprendieron duramente a Yudhishthira por haber sucumbido a la tentación de jugar al azar, justamente en un arte que le era completamente desconocido, haciendo que los Pándavas fueran presa de los malignos designios de Shakuni y Duriodhana.
Yudhishthira se reprochó a sí mismo por la debilidad de su carácter, pero de acuerdo con las escrituras hinduistas, retrucó que un chatría debe seguir su código de honor de nunca darle la espalda a un duelo.
Las condiciones del pago de su deuda requería que los Pándavas se disfrazaran y no fueran descubiertos durante el decimotercer año de su exilio. Para ser completamente irreconocible, Yudhishthira aprendió a jugar a los dados con el sabio volador Narada Muni y se disfrazó como un sacerdote de la casta bráhmana y jugador de dados en la corte del reino Matsia del rey Virata.

### Iaksa Prasná (las preguntas del iaksa)
En el Majábharata se cuenta la leyenda (parecida a la de Edipo con la esfinge de Tebas) de cuando Yudhishthira se encontró con un iaksha (ser mitológico con poderes mágicos), que le hizo preguntas. En realidad el iaksha era Dharmarash (el padre de Yudhishthira y dios de la religión):
(Iaksha hace las preguntas, Yudhisthira responde)

―¿Qué hace que salga el sol?

―Brahma hace que salga el sol.

―¿Quiénes son los compañeros del sol?

―Sus compañeros son los dioses.

―¿Quién hace que el sol se ponga?

―El dharma hace que el sol se ponga.

―¿En quién está establecido el sol?

―El sol está establecido en la verdad.

―¿Qué le hace a alguien sabio?

―El estudio de los Srutis le hace a uno sabio.

―¿Cómo alcanza un varón grandeza?

―Las austeridades ascéticas ayudan al varón a alcanzar la grandeza.

―¿Cómo es posible que un varón tenga siempre un compañero?

―La firme inteligencia sirve al varón como un compañero.

―La inteligencia de la que hablas, ¿cómo se obtiene?

―Servir a los ancianos le hace a uno rico en sabiduría.

―¿Cómo es que los brahmanes se hallan en el rango de seres divinos? ¿Por qué?

―Se les considera divinos porque estudian los Vedas.

―¿Qué es lo que les hace ser virtuosos?

―Su ascetismo les hace comportarse como lo hacen y así se vuelven virtuosos.

―Si los brahmanes tienen el rango de seres divinos, entonces ¿cómo es que son distintos de los seres divinos?

―Los brahmanes son mortales, y los seres divinos no. Esta limitación que les impone la muerte es lo que les hace que no sean tan divinos.

―¿Y dónde reside la divinidad de los kshatryas?

―Reside en sus flechas y en sus armas.

―¿Qué es lo que les hace virtuosos?

―Los kshatryas realizan sacrificios y eso les hace virtuosos.

―El sometimiento a la muerte hace que los brahmanes sean menos divinos, ¿qué dirías en el caso de los kshatryas?

―En su caso es el dejarse dominar por el miedo.

―Hablame de los sacrificios. ¿Qué se entiende por Sama en un sacrificio? ¿y por Yajus? Hay algo que es el refugio de sacrificio, ¿qué es? ¿Qué es esencial para un sacrificio?

―La vida es el Sama y la mente es el Yajus. Y Rik es el refugio del sacrificio y lo esencial en él.

―Hay un varón que disfruta de los objetos de los sentidos. Es inteligente. El mundo la estima y es muy popular y, sin embargo, aunque este varón respira, se dice que no vive, ¿por qué?

―Aunque un varón respire, no se lo considera como vivo si no ofrece nada a los dioses, ni a los huéspedes, ni a los sirvientes, ni a los pitris.

―¿Qué es más pesado que la misma Tierra?

―La madre tiene más peso que la Tierra.

―¿Qué es más alto que los cielos?

―El padre.

―¿Qué es más rápido que el viento?

―La mente es más rápida que el viento.

―¿Qué es más numeroso que la hierba?

―Los pensamientos que aparecen en la mente de un varón son más numerosos.

―¿Cuál es el más alto refugio de la virtud?

―La liberalidad es el más alto refugio de la virtud.

―¿De la fama?

―El regalo es el más alto refugio de la fama.

―¿Del cielo?

―La verdad es el más alto refugio del cielo.

―¿De la felicidad?

―La buena conducta es el más alto refugio de la felicidad.

―¿Qué es el alma de un varón?

―Su hijo.

―¿Cuál es el amigo que los dioses garantizan al varón?

―La esposa es el amigo que los dioses otorgan al varón.

―¿Cuál es su principal apoyo?

―Las nubes.

―¿Cuál es su principal refugio?

―El regalo.

―¿Cuál es la cosa que merece mayor alabanza?

―La habilidad.

―¿Cuál es la más valiosa de todas las posesiones?

―El conocimiento.

―¿Cuál es la mejor de las ganancias?

―La salud.

―¿Cuál es el mejor tipo de felicidad?

―La autosatisfacción.

―¿Cuál es el más alto deber de este mundo?

―Abstenerse de injuriar es el más alto de todos los deberes.

―¿Qué es aquello que una vez controlado, nunca te lleva a arrepentirte?

―La mente. Si se controla nunca conduce a arrepentimiento.

―¿Renunciando a qué se vuelve uno agradable?

―Cuando se renuncia al orgullo se vuelve uno agradable.

―¿Renunciando a qué se vuelve uno rico?

―Cuando se renuncia al deseo se vuelve uno rico.

―¿Qué es aquello de lo que no te arrepientes renunciando a ello?

―La ira.

―¿Renunciando a qué se vuelve el varón feliz?

―La avaricia.

―¿Qué es el camino y quiénes lo hacen?

―Los que son justos hacen el camino.

―¿Cuál es el signo del ascetismo?

―Permanecer fiel a tus principios.

―¿Cuál es el verdadero control?

―El control de la mente.

―¿Cuál es la característica esencial del perdón?

―El perdón consiste en no guardar enemistad.

―¿Qué es la vergüenza?

―La vergüenza consiste en apartarse de los actos deshonestos.

―¿Qué se dice que es el conocimiento?

―El verdadero conocimiento es el conocimiento de la divinidad.

―¿Qué es la tranquilidad?

―Verdadera tranquilidad es sólo la del corazón.

―¿Qué es misericordia?

―Misericordia significa desear el bien para todos.

―¿Qué es la simplicidad?

―Simplicidad es la ecuanimidad del corazón.

―¿Qué enemigo es invencible?

―La ira.

―¿Qué enfermedad es incurable?

―La codicia es una enfermedad incurable.

―¿A qué varón se considera honesto?

―Honesto es aquel que desea el bien de todas las criaturas.

―¿Qué varón es deshonesto?

―El que no es misericordioso es deshonesto.

―¿Qué es el orgullo?

―El orgullo es la conciencia de ser un actor o padecedor en la vida.

―¿Qué es la vagancia?

―La vagancia es no ejecutar los propios deberes.

―¿Qué es el dolor?

―La ignorancia es el dolor.

―¿Qué es la paciencia?

―La paciencia es el sometimiento de los sentidos.

―¿Cuál es la verdadera ablución?

―Lavar la mente limpiándola de todas las impurezas.

―¿Qué es la caridad?

―La caridad consiste en proteger a todas las criaturas.

―¿Qué es la maldad?

―La maldad es hablar mal de otros.

―¿Qué hace de alguien un brahmán?¿su conducta, su nacimiento, el estudio, o la cultura?

―Ni el nacimiento, ni el estudio, ni siquiera la cultura pueden hacer que alguien sea un brahmán. Es la conducta lo que hace al brahmán. Si su conducta no tiene faltas, él tampoco las tiene. La mala conducta condena a un varón para siempre. El estudio de los Vedas no es suficiente si el varón no se porta adecuadamente.

―¿Cuál es la recompesa de quien siempre habla palabras agradables?

―Que se vuelve agradable para todos.

―¿Y cuando actúa con juicio?

―Que consigue lo que quiere.

―¿Cuándo tiene muchos amigos?

―Cuando vive felizmente.

―¿Y cuál es la recompesa del que es devoto de la virtud?

―Que consigue un estado feliz en el próximo mundo.

―¿Qué es la cosa más asombrosa de este mundo?

―Día tras día entran en el Templo de la Muerte incontables vidas. Viendo este espectáculo, el resto de ellos, los que quedan, creen que estarán aquí para siempre y que son inmortales. ¿Puede haber algo más asombroso que esto?

―¿Qué es el camino?

―Las discusiones no conducen a conclusiones seguras. Los Grutis son todos diferentes. No hay un solo rishi cuya opinión pueda aceptarse como infalible. La verdad sobre el deber y la religión está escondida en las cuevas. Por lo tanto el Camino, es sólo el que han andado los Grandes.

―¿Qué son las Noticias?

―El mundo, lleno de ignorancia, es como una sartén. El sol es el fuego. Los días y las noches son el combustible. Los meses y las estaciones constituyen el asa de madera, tiempo es el cocinero que cocina a todas las criaturas en esa sartén, y de ahí salen las noticias.

―¿Quién es un verdadero varón?

―Los informes de las acciones de cada uno llegan al cielo y se extienden sobre la Tierra. Mientras dure el informe de que una persona actúa en armonía se le llama varón.

―¿De que varón se dice que posee todo tipo de riquezas?

―El varón para el que lo agradable y lo desagradable, la felicidad y el sufrimiento, el pasado y el futuro son lo mismo, se le considera que posee todo tipo de riqueza.

## La batalla de Kurukshetra
Cuando el periodo de exilio se completó, Duriodhana y Shakuni se negaron a devolverles su reino a Yudhishthira.
Yudhishthira hizo numerosos esfuerzos diplomáticos para recuperar su reino pacíficamente; todos fallaron.
La idea de hacer una guerra era odiosa para Yudhishthira, porque significaba que tendría que matar a sus parientes.
Pero Krisná, el consejero más respetado por Yudhishthira (que creía que Krisna era un avatara de Visnú), le explicó que su derecho era correcto, y que Duriodhana siempre había actuado contra el dharma.
Si todos los esfuerzos por mantener la paz, el curso más correcto era la guerra.

### El engaño a Drona
En la guerra, Drona (el comandante de los kurus) estaba matando a miles de guerreros Pándava.
Krisná planeó una manera de matarlo. Yudhishthira le diría a Drona que su hijo Asuatama había muerto, para que el destructivo e invencible comandante kuru bajara su guardia y pudiera ser matado.
Pero Yudhishthira se negó a mentir.
Entonces Bhimá mató a un elefante llamado Asuatama, se acercó a la zona donde estaba Drona y comenzó a gritar que había matado a Asuatama. Drona no le creyó, y como sabía que Yudhishthira nunca mentiría, se acercó a él para pedirle confirmación. Yudhishthira —que no podía mentir, pero que sabía que si Drona seguía peleando finalmente perderían la batalla— proclamó en voz muy alta: «Ha muerto Asuatama», y agregó en voz baja (para que no lo escuchara Drona): «Asuatama el elefante».
Krishna sabía que Yudhishthira diría eso, por lo que hizo que todos los guerreros hicieran un ruido ensordecedor de alegría con sus armas, sus tambores y timbales, que taparon las últimas palabras (praja kuñyara ja)
Drona quedó herido de muerte por las palabras, y dejó las armas a un lado, sin más deseo de vivir. Entonces fue muerto por Dhristadyumna.
Después de haber dicho esa media mentira, las ruedas del carro de Yudhishthira tocaron el suelo. Inmediatamente mató a Shalya, el rey de Madra y último comandante kuru.

## Emperador del mundo
Al final de la guerra, Yudhishthira y el ejército de los Pándava emergió victorioso, pero los hijos de Yudhishthira con Draupadi, y muchos héroes Pándava Dhristadyumna, Abhimanyu, Virata, Drupada y Ghatotkacha estaban muertos. Miles de guerreros de ambos lados habían muerto.
Yudhishthira realizó el ritual tarpana por las almas de los que partieron. Al volver a Jastina Pura, fue coronado rey tanto de Indraprastha como de Jastiná Pura.
Debido a su religiosidad, Yudhishthira mantuvo a Dristarastra como rey de la ciudad de Jastiná Pura, y le ofreció completo respeto y deferencia como mayor, a pesar de sus errores y de la maldad con que había malcriado a sus hijos.

### Ashua medha
Yudhishthira luego realizó el ashua medha yajña (sacrificio de caballo) para restablecer su poder en todo el mundo. Para este sacrificio, dejaron suelto al mejor caballo durante un año, y Arjuna (el hermano de Yudhishthira) guio al ejército Pándava, siguiendo al caballo. Se les pedía a todos los reyezuelos en las regiones que recorriera el caballo en su vagabundeo que se sometieran a Yudhishthira o enfrentaran otra guerra. Todos pagaban tributo, estableciendo otra vez a Yudhishthira como el emperador del mundo.

## Retiro y ascenso al Cielo
Al percibir la aparición de la era del kaliyuga y la muerte de Krisná, Yudhishthira y sus hermanos se retiraron, dejándole el trono a Pariksit (el nieto de Áryuna), que era el único descendiente que había sobrevivido a la batalla de Kurukshetra.
Los Pándavas abandonaron todas sus pertenencias y lazos familiares, e hicieron un viaje final sin retorno de peregrinación a los Himalayas.
Mientras cruzaban los congelados valles y subían cada vez más alto, uno por uno Draupadi y cada uno de los Pándava (en orden reverso de edad) cayeron y murieron, aplastados por la culpa de sus pecados.
El único que alcanzó la cima de la montaña más alta fue Yudhishthira, debido a que no tenía ningún pecado que le pesara.
El verdadero carácter de Yudhishthira se revela en estas últimas páginas del Mahābhārata.
En el pico de la montaña, Indra (el rey de los dioses) llegó en su carro de oro para transportar a Yudhishthira a los cielos.
Cuando Yudhishthira dio un paso para entrar al vehículo, Indra le explicó que tenía que abandonar a su perro, por ser esta una criatura inadecuada para el cielo de Indra.
Yudhishthira dio un paso atrás, negándose a dejar atrás a una criatura que él había tomado bajo su protección.
Indra le dijo: «¿Dejaste tirados a tus hermanos y a tu esposa, no les diste la cremación que se merecían y los dejaste a merced de las alimañas, y ahora te niegas a dejar atrás a un perro de la calle?».
Yudhishthira replicó: «Yo no abandoné a Draupadi y a mis hermanos; ellos me abandonaron a mí». Y se negó a subir a la nave sin el perro. En ese momento el perro se convirtió en el dios Dharma, su padre, que lo estaba probando... y Yudhishthira pasó el examen con distinción.
Yudhishthira fue llevado por el carro de Indra.
Al llegar al Suargá no encontró a sus virtuosos hermanos ni a su esposa Draupadi.
En vez de ello vio a Duriodhana y sus malvados secuaces.
Los dioses le explicaron que sus hermanos estaban en el Naraka (el infierno hindú) expiando pecados pequeños, mientras que Duriodhana y los demás habían llegado al cielo debido a que habían muerto en el bendito campo de batalla de Kurukshetra.
Yudhishthira lealmente viajó hasta Naraka para encontrarse con sus hermanos, pero los terroríficos sonidos y la vista de sangre lo horrorizó.
Tentado a escapar, se contuvo y volvió a la entrada del infierno porque escuchó las voces de sus hermanos y Draupadi llamándolo, pidiéndole que se quedara con ellos.
Yudhishthira decidió quedarse y le pidió al dios Indra que retornara.
Prefería vivir en el infierno con buenas personas que en el cielo con malvados.
En ese momento la escena cambió. Por un lado, consistió en otra ilusión para probarlo y, por el otro, fue una manera de permitirle expiar su pecado de engañar a su maestro para permitir que lo mataran.
Indra y Krisna aparecieron ante él y le explicaron que sus hermanos ya estaban en el cielo junto con sus enemigos, porque las virtudes y los vicios no son reales en las moradas celestiales.
Krisna otra vez felicitó a Yudhishthira por su dharma (religión), y se inclinó ante él, en el fin definitivo del Mahabhárata, en que Dios se inclina ante el ser humano.